# Zitha carnicolor
Zitha carnicolor är en fjärilsart som beskrevs av W. Warren 1914. Zitha carnicolor ingår i släktet Zitha och familjen mott. Inga underarter finns listade i Catalogue of Life.